# Parennes
Parennes – miejscowość i gmina we Francji, w regionie Kraj Loary, w departamencie Sarthe.
Według danych na rok 1990 gminę zamieszkiwało 431 osób, a gęstość zaludnienia wynosiła 30 osób/km² (wśród 1504 gmin Kraju Loary, Parennes plasuje się na 884. miejscu pod względem liczby ludności, natomiast pod względem powierzchni na miejscu 808.).